# Patrioten (amerikanische Unabhängigkeit)

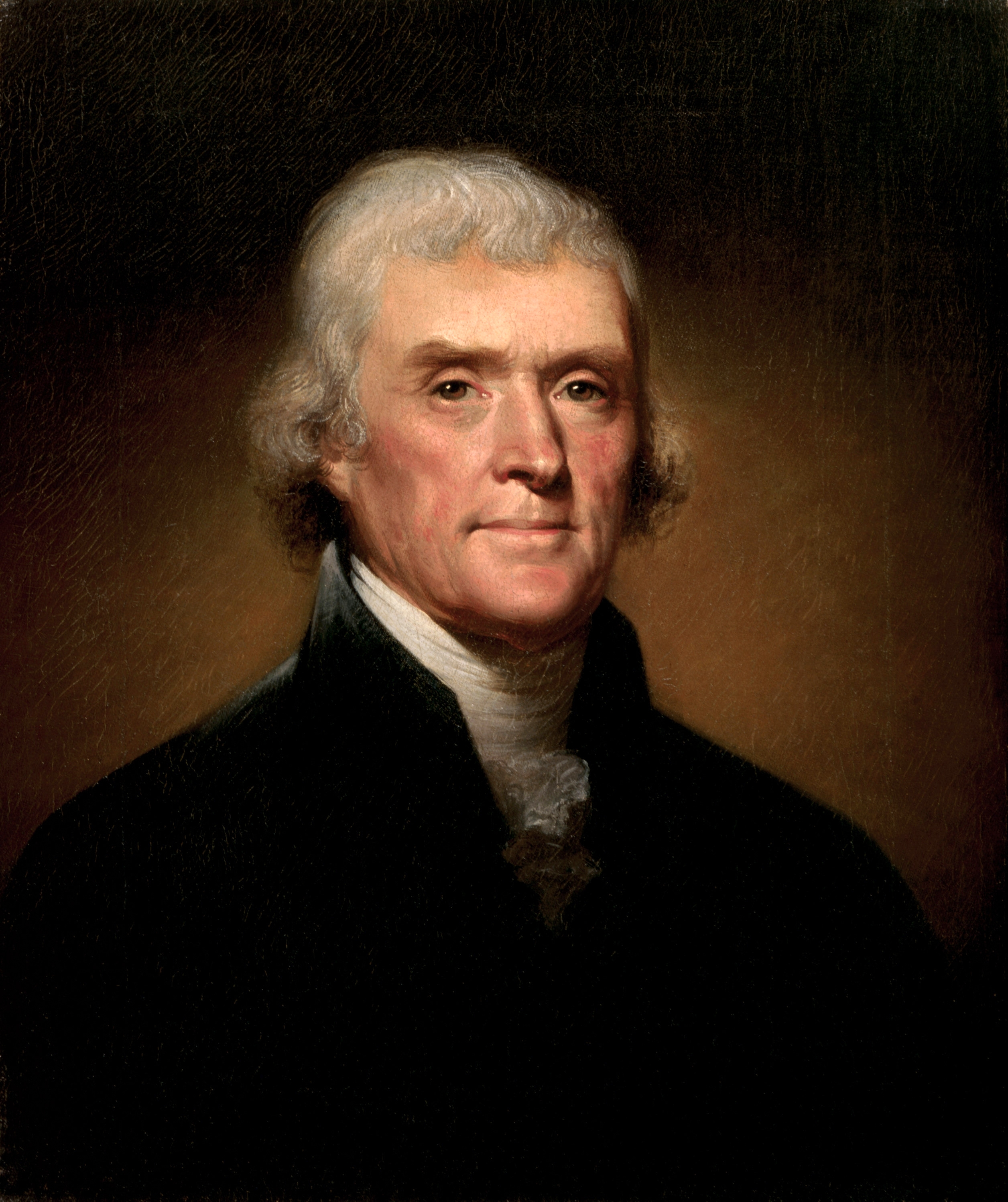
Thomas Jefferson, einer der Vordenker der Patrioten

Patrioten war die Selbstbezeichnung der Siedler der britischen Dreizehn Kolonien in Nordamerika, die sich während der Amerikanischen Revolution gegen die Krone erhoben.
Ihre Anführer deklarierten die amerikanische Unabhängigkeit und gründeten damit die Vereinigten Staaten von Amerika. Die Patrioten wurden von John Locke und der amerikanischen Aufklärung, sowie der politischen Philosophie des amerikanischen Republikanismus beeinflusst, der von Thomas Jefferson, Alexander Hamilton und Thomas Paine formuliert wurde. Als Gruppe umfassten die Patrioten ein weites Spektrum politischer Ansichten und gesellschaftlicher Positionen, von konservativen Föderalisten wie Alexander Hamilton über aristokratische Plantagenbesitzer wie Thomas Jefferson bis hin zu Sozialrevolutionären und Farmern aus der Unterschicht wie Daniel Shays und Joseph Plumb Martin. Ihre Gegner unter ihren Mitkolonisten waren die Loyalisten, die treu zur britischen Krone standen. Viele Patrioten waren bereits vor Ausbruch des Amerikanischen Unabhängigkeitskriegs aktiv, wie zum Beispiel die Söhne der Freiheit (Sons of Liberty). Die prominentesten Anführer der Patrioten werden bis zum heutigen Tag von den Amerikanern als die Gründerväter der Vereinigten Staaten verehrt.

## Verwendung vor 1760
Der Begriff „Patriot“ wurde auch von amerikanischen Siedlern in der Phase vor dem Krieg verwendet, sie beziehen sich hierbei auf die American Patriot Party, die amerikanische Partei der Patrioten. Mitglieder dieser Partei bezeichneten sich nach 1768 als „Whigs“, um ihre Verbundenheit mit den Mitgliedern der British Whig Party auszudrücken, die ähnliche kolonialpolitische Vorstellungen hegten.

## Politische Ziele

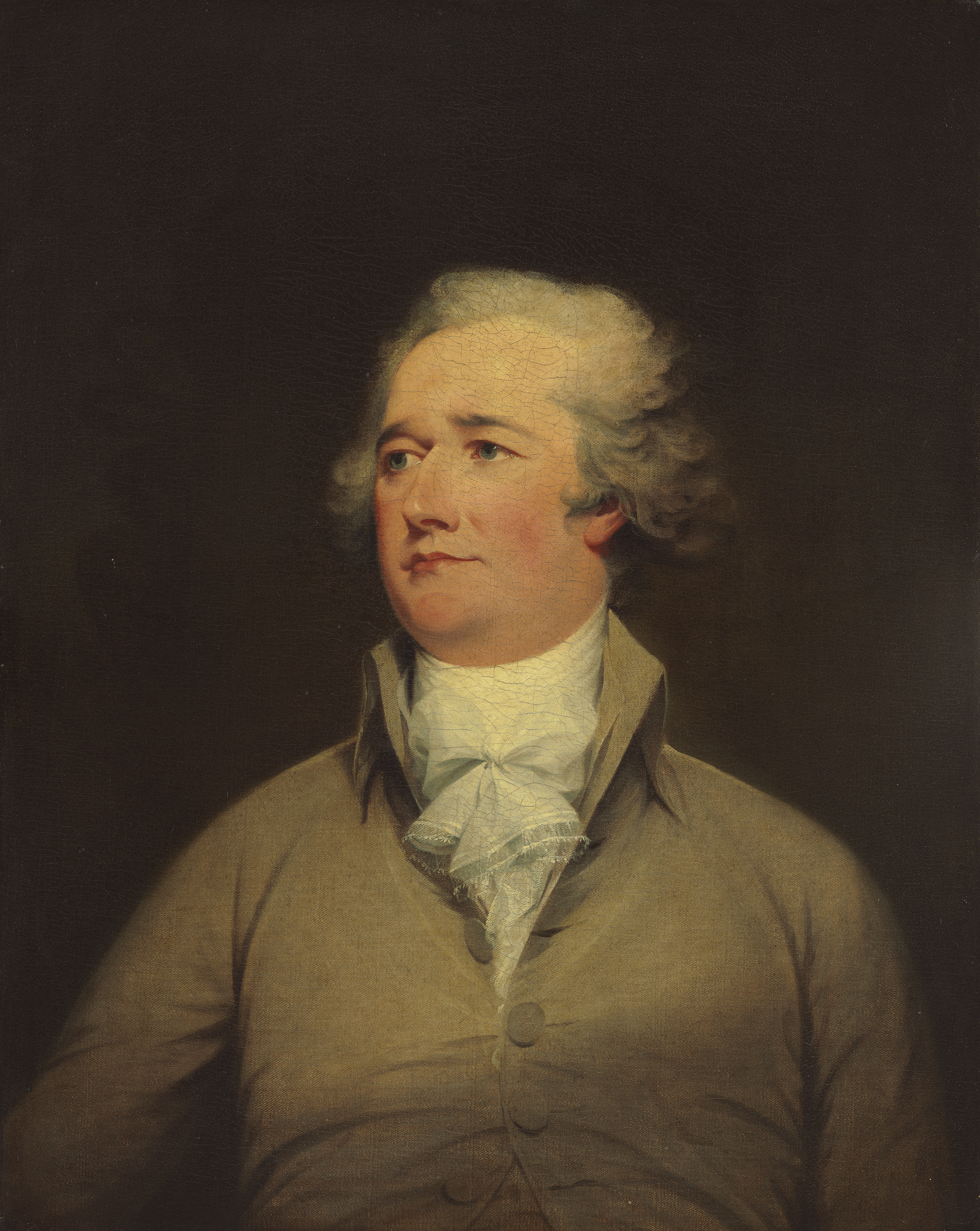
Alexander Hamilton, aktives Mitglied der Patrioten

Die einzelnen Patrioten stammten aus sehr unterschiedlichen gesellschaftlichen Schichten. Unter den aktivsten der Mitglieder waren vor allem hochgebildete und wohlhabende Männer zu finden, deren Kampf um die Unabhängigkeit allerdings ohne die Unterstützung der unteren Schichten gescheitert wäre. Unter diesen befanden sich beispielsweise Anwälte, Farmer, Schneiderinnen, Mechaniker, Schuhmacher und Prediger. Die unteren und mittleren Gesellschaftsschichten waren ausgesprochen unzufrieden mit ihrer finanziellen Situation, die durch die Erhebung britischer Steuern nachteilig beeinflusst wurde. Ihrer Ansicht nach wurden die Steuern zu Unrecht erhoben, da die amerikanischen Kolonisten nicht im Parlament vertreten waren. Dies prägte das Motto „No Taxation without Representation“ – Keine Besteuerung ohne Vertretung.
Von der britischen Besteuerung waren insbesondere die Menschen in den Kolonien Neu Englands betroffen, da diese wirtschaftlich weitgehend vom Handel abhängig waren und die koloniale Ökonomie auf diesem aufgebaut war. Die Patrioten erklärten sich grundsätzlich als loyal gegenüber der Krone, glaubten jedoch, dass die Kolonien sich selbst verwalten sollten. Tatsächlich verwalteten sich die Kolonien nach einer Phase der Vernachlässigung durch die Krone im Vorfeld der Franzosen- und Indianerkriege weitgehend selbst. Die Briten hingegen vertraten die Auffassung einer virtuellen Repräsentation, das heißt, sie gingen davon aus, dass das Parlament alle Bürger des Imperiums vertrat. Der Konflikt führte zur Rebellion gegen erneute Besteuerung und löste den Unabhängigkeitskrieg aus.

## Verbreitung
Viele Historiker gehen davon aus, dass nicht mehr als zwei Fünftel aller Kolonisten sich offen zur Revolution bekannten. Es gibt zwei zentrale Theorien über die politische Zusammensetzung der kolonialen Bevölkerung, eine geht von einer Dreiteilung aus, bei der jeweils ein Drittel den Patrioten und eines den Loyalisten angehörten, während sich ein Drittel neutral verhielt. Die andere Theorie schätzt den Anteil der Patrioten auf 35 bis 40 Prozent, der neutralen Bevölkerung auf 30 bis 35 Prozent und den der Loyalisten auf 25 bis 30 Prozent.

## Prominente Patrioten

### Politiker

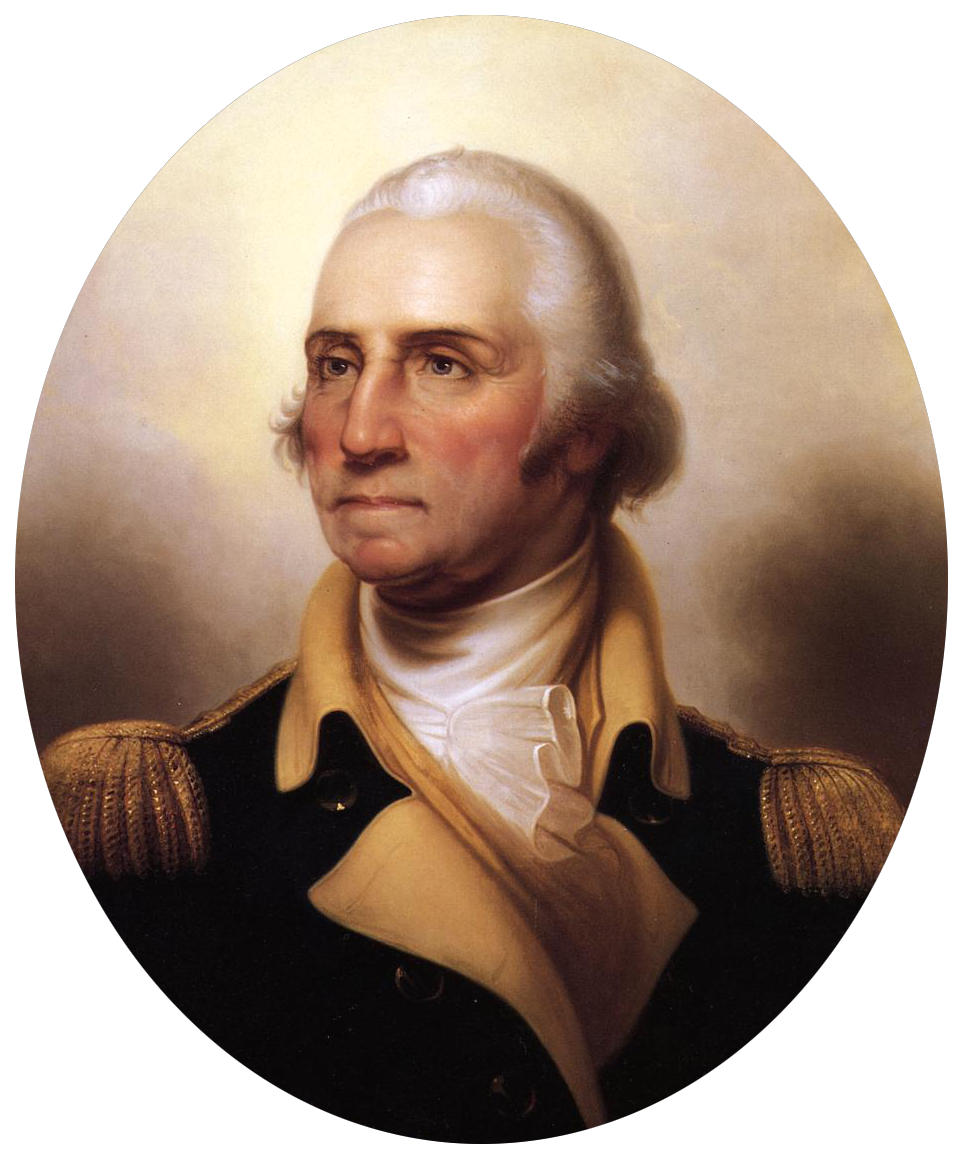
George Washington, Patriot und erster Präsident der Vereinigten Staaten

- John Adams
- John Dickinson
- Benjamin Franklin

### Schriftsteller und Aktivisten
- Samuel Adams
- William Dawes
- Alexander Hamilton
- William Molineux
- Timothy Matlack
- Thomas Paine
- Samuel Prescott
- Paul Revere

### Militärische Führungskräfte
- Nathanael Greene
- Nathan Hale
- Francis Marion
- Andrew Pickens
- Daniel Morgan
- James Mitchell Varnum
- Joseph Bradley Varnum
- George Washington